# يوشيو توشيا
يوشيو توشيا (باليابانية: 土屋嘉男) هو ممثل ياباني، ولد في 18 مايو 1927 بكوفو في اليابان، وتوفي في 8 فبراير 2017 بسبب سرطان الرئة.

## أعمال

### أفلام
- (1954) الساموراي السبعة[5][6]
- (1961) يوجيمبو

## وصلات خارجية
- يوشيو توشيا على موقع IMDb (الإنجليزية)
- يوشيو توشيا على موقع أول موفي (الإنجليزية)
- يوشيو توشيا على موقع قاعدة بيانات الفيلم (الإنجليزية)